# Herman Eberhard Freytag
Herman Eberhard Freytag (* 1796; † 16. Juli  1869 in Peize, Gemeinde Noordenveld) war ein niederländischer Orgelbauer. Als Sohn von Heinrich Hermann Freytag führte er die Groninger Orgelwerkstatt bis 1863 fort, die in der Tradition von Arp-Schnitger stand.

## Leben und Werk
Freytag wurde als Sohn von Heinrich Hermann Freytag und seiner Ehefrau Hiskia Hornemann (1765–1817) geboren. Als sein Vater 1811 starb, führten Mitarbeiter unter Leitung der Witwe den Betrieb in kleinerem Rahmen fort. Im Jahr 1817 übernahmen Herman Eberhard und sein Bruder Barthold Joachim (1799–1829) die Firmenleitung. Nach der Überführung 1815 der Schnitger-Orgel aus der Academiekerk in die Aa-Kerk durch Johannes Wilhelmus Timpe wurde mit Herman Eberhard Freytag ein Wartungsvertrag geschlossen. Als die Organistenstelle der Aa-Kerk im Jahr 1826 frei wurde, bewarb Freytag sich.
Freytag baute wenig neue Orgeln, sondern wurde vor allem mit Reparaturen und Renovierungen beauftragt. Er sah sich voller Stolz in der Schnitger-Tradition und bewahrte bei Umbauten den Stil der Vorgängerinstrumente. Wie sein Vater baute er ebenfalls Kabinettorgeln. Schwerpunktmäßig war er in den Niederlanden tätig, reparierte aber auch in Ostfriesland die Hinsz-Orgel in Leer und die Schnitger-Orgel in Weener.
Sein Sohn Willem Fredrik Freytag (1825–1861) starb, bevor er die Firma übernehmen konnte. Ein Jahr später starb auch seine Tochter Jantje Freytag. Herman Eberhard ging in den Ruhestand und verkaufte 1863 die Firma an die Familie von Dirk Lohman, der möglicherweise ein Schüler von Freytag war. Freytag zog mit seiner Schwester Maria Hiskia nach Peize um, wo 1862 die Orgel der Geertruids- oder Pepergasthuiskerk von Anthonie Verbeeck (1631) und Arp Schnitger (1697) aufgestellt worden war. Im Zuge der Firmenauflösung oder nach Freytags Tod im Jahr 1869 gingen bedeutende Unterlagen Schnitgers verloren.

## Werkliste
Folgende Arbeiten Freytags sind noch weitgehend erhalten (5. Spalte: großes „P“ = selbstständiges Pedal, kleines „p“ = angehängtes Pedal):
| Jahr             | Ort                 | Kirche                         | Bild | Manuale | Register | Anmerkungen |
| ---------------- | ------------------- | ------------------------------ | ---- | ------- | -------- | --- |
| 1817             | Groningen           | Der Aa-Kerk                    |      | III/P   | 32       | Wartungsvertrag für die Orgel von Arp Schnitger (1702) |
| 1820             | Groningen           | Pelstergasthuiskerk            |      | II/p    | 20       | Instandsetzung der Orgel von Arp Schnitger (1693) |
| 1821             | Leer (Ostfriesland) | Große Kirche                   |      | II/p    | 21       | Reparatur der Orgel von Albertus Antonius Hinsz (1766) → Orgel |
| 1826, 1828, 1838 | Weener              | Evangelisch-reformierte Kirche |      | III/P   | 37       | Reparaturen und kleinere Arbeiten an der Orgel von Arp Schnitger (1710) → Orgel |
| 1834             | Zeerijp             | Jacobuskerk                    |      | II/P    | 19       | neue Windlade und zwei neue Register im Rückpositiv, Ersatz der Prospektpfeifen, Ausbau der vollen Bassoktave                                                                                                |
| 1844             | Uithuizen           | Menkemaborg                    |      | I       | 9        | Vergrößerung der Kabinettorgel von Jan Jacob Vool und Hermanus Adolphus Groet (1777) |
| 1852             | Groningen           | Lutherse Kerk                  |      | III/P   | 31       | Umbau der Orgel von Arp Schnitger (1699) und Ergänzung um ein Rückpositiv, das 1896 durch Petrus van Oeckelen nach Gasselternijveen umgesetzt und dort als Brüstungsorgel eingebaut wurde; umgebaut erhalten |
| 1856             | Borger              | Willibrordskerk                |      | I/p     | 6        | Neubau oder Umbau einer Orgel seines Vaters |
| 1862             | Scheemda            | Oude Herv. Dorpskerk           |      | I/p     | 11       | Erweiterung der Orgel von Matthias Amoor (1733) |